# Богдановский, Григорий Андреевич
Григорий Андреевич Богдановский (1925—2013) — российский учёный-химик, доктор химических наук, преподаватель химии, профессор Химического факультета МГУ имени М. В. Ломоносова, ветеран войны.

## Биография
Родился 23 октября 1925 года в городе Кишинёве.
В январе 1944 был призван в армию. Принимал участие в организации совещания стран антигитлеровской коалиции в Тегеране.
Завершил службу в июне 1946 года в звании старшего лейтенанта. Был награждён медалью «За победу над Германией в Великой Отечественной войне 1941—1945 гг.»
С 1949 по 1953 учился на химическом факультете Кишиневского государственного университета, по завершении получив специальность химика.
В 1953 устроился старшим лаборантом и младшим научным сотрудником в МГУ. Защитил кандидатскую диссертацию (1958, «О механизме электролитического окисления некоторых неионизированных соединений на платине»). В 1970 защитил докторскую диссертацию на тему «Исследования в области адсорбционных и электрокаталитических процессов на катализаторах платиновой группы». В 1961 был повышен до старшего научного сотрудника. В 1980 стал профессором на химическом факультете МГУ.
В 80-90-х годах возглавлял лабораторию электрокатализа и лабораторию экологической химии на Химическом факультете МГУ имени М. В. Ломоносова.

## Научная деятельность
В лаборатории электрокатализа кафедры общей химии на Химическом факультете занимался решением проблем экологии и электрокатализа. Разрабатывал способы очистки сточных вод от красителей с помощью электролиза, изучал окисление органических веществ непосредственно под действием электрического тока и под действием электрохимически генерируемых окислителей. Занимался созданием химических моделей разложения диоксина в воде и токсических веществ в природных водных системах. Исследовал также адсорбционные процессы на платиновых катализаторах.
Автор учебных пособий по экологии, в том числе «Химическая экология».

## Педагогическая деятельность
Читал лекции по общей химии для студентов геологического факультета и спецкурсы по электрокатализу и химической экологии для студентов кафедры общей химии.
Под его руководством написаны и защищены более сотни дипломных работ, более сорока кандидатских и пять докторских диссертаций.

## Награды
Медаль «За победу над Германией в Великой Отечественной войне 1941—1945 гг.»
Ветеран труда

## Семья
Дети: Владимир и Олег Богдановские